# كيم تاي يونغ
كيم تاي يونغ مواليد 8 نوفمبر 1970 في جولا الجنوبية، كوريا الجنوبية، هو لاعب كرة قدم كوري جنوبي دولي سابق كان يلعب كمدافع. سبق له أن لعب في كأس العالم لكرة القدم مع منتخب بلاده. لعب خلال مسيرته 201 مباريات سجل خلالها 4 أهداف.

## روابط خارجية
- كيم تاي يونغ على موقع الاتحاد الدولي (مؤرشف)  (الإنجليزية)
- كيم تاي يونغ على موقع دوري كوريا الجنوبية (الإنجليزية)
- كيم تاي يونغ على موقع قاعدة بيانات كرة القدم.إي يو (الإنجليزية)
- كيم تاي يونغ على موقع ناشيونال فوتبول تيمز (الإنجليزية)